# Heilshoop
Heilshoop est une commune allemande du Schleswig-Holstein, située dans le nord-est de l'arrondissement de Stormarn (Kreis Stormarn), à dix kilomètres à l'ouest de la ville de Lübeck. Heilshoop fait partie de l'Amt Nordstormarn qui regroupe douze communes autour de Reinfeld (Holstein).